# Dobromir Chrysos
Dobromir, in byzantinischen Quellen meist Chrysos (mittelgriechisch Δοβρομηρός Χρύσος, bulgarisch Добромир Хриз, mazedonisch Добромир Хрс; † nach 1202), war ein Feudalherr der Kumanen (Wlachen) und Bulgaren im östlichen Makedonien und Rebell gegen den byzantinischen Kaiser Alexios III. Durch geschicktes Taktieren und wiederholte Seitenwechsel konnte er sich mehrere Jahre in der Region gegen seine mächtigen Nachbarn behaupten.

## Leben
Chrysos’ Herkunft liegt im Dunkeln. Als die beiden Assen-Brüder Theodor und Iwan 1186 auf dem Balkan einen bewaffneten Aufstand gegen Byzanz entfachten und sich für unabhängig erklärten, blieb er zunächst offiziell mit Byzanz verbündet.

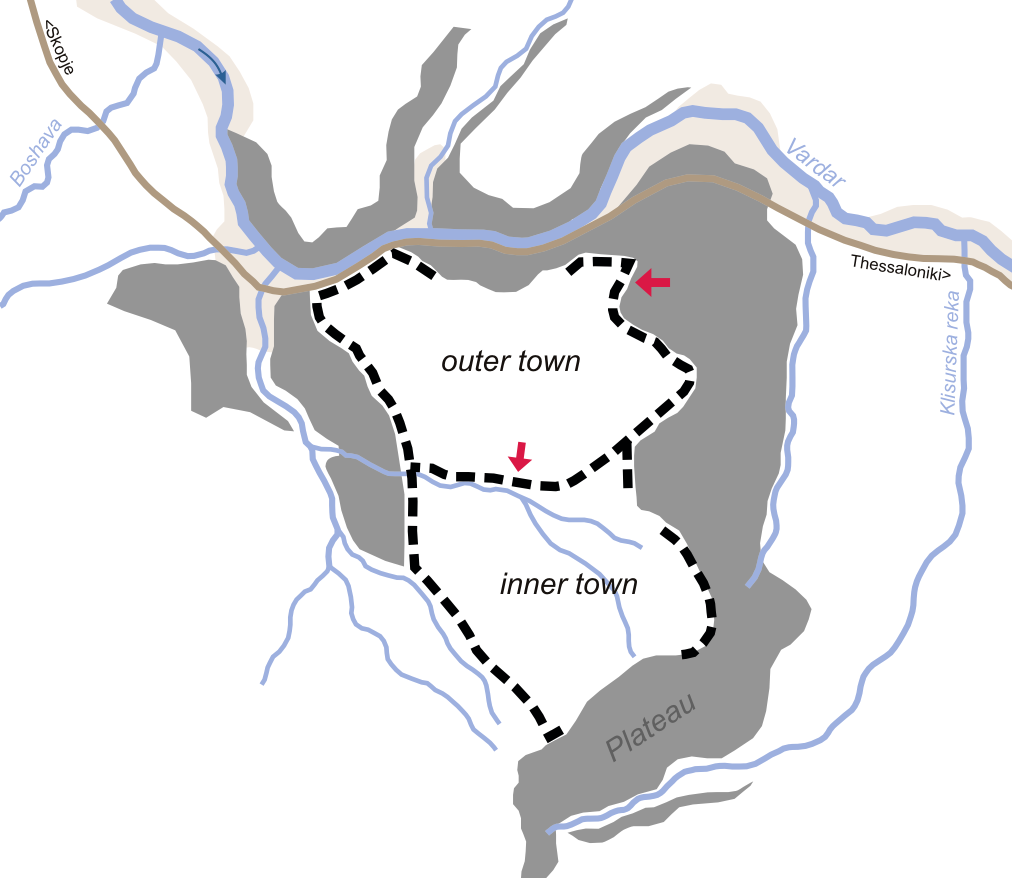
Plan der Burg Prosakos, Sitz des Dobromir Chrysos

Die bulgarischen Thronwirren von 1196/97 nach dem Tode von Iwan, nutzte Chrysos, um in dem zwischen Byzanz und dem Zweiten Bulgarischen Reich umkämpften Makedonien ein quasi-autonomes Herrschaftsgebiet zu etablieren. 1197/98 brachte er Strumica in seine Gewalt; die Burg Prosakos (bei Demir Kapija) am Vardar ließ er zu einer starken Festung ausbauen. Alexios III. strengte im Frühjahr 1199 von Kypsela aus einen Feldzug gegen den Separatisten an, scheiterte aber bei der Belagerung von Prosakos und war gezwungen, Frieden zu schließen. Auf Initiative des Kaisers wurde die Tochter des Protostrators Manuel Kamytzes mit Chrysos verheiratet, wofür dieser sich von seiner ersten Frau scheiden ließ.
Als Manuel Kamytzes im Frühjahr 1200 auf einem Feldzug von dem Bulgarenführer Iwanko gefangen genommen wurde, kaufte nicht der Kaiser, sondern Chrysos seinen Schwiegervater nach mehrmonatiger Haft frei. Beide wandten sich nun gemeinsam gegen Byzanz und brachten im Frühjahr 1201 weite Teile Makedoniens und des nördlichen Thessaliens unter ihre Kontrolle; Chrysos konnte insbesondere Prilep und Pelagonien seinem Machtbereich hinzufügen.
Angesichts der von Kamytzes und Chrysos ausgehenden Bedrohung suchte Kaiser Alexios III. nach einer Verständigung mit Zar Kalojan, zumal sich inzwischen auch Johannes Spyridonakes im östlich benachbarten Thema Smolena selbstständig gemacht hatte. Alexios III. ließ durch eine Armee unter dem Befehl seines Schwiegersohns Alexios Palaiologos zuerst Spyridonakes militärisch ausschalten.
Bei Chrysos setzte Alexios III. zunächst noch einmal auf Heiratsdiplomatie und bot dem Rebellen die Hand seiner Enkelin Theodora Angelina an; die Tochter des Sebastokrators Isaak Komnenos war zuvor mit Iwanko verheiratet gewesen. Chrysos willigte nach längerem Zögern ein und überließ dem Kaiser im Gegenzug Prilep und Pelagonien, wodurch Kamytzes gezwungen war, sich aus Thessalien nach Makedonien zurückzuziehen. Im Frühjahr 1202 mussten sich beide Rebellen schließlich dem Kaiser und seinem General Johannes Ionopolites ergeben. Wenig später wurde Chrysos’ Herrschaftsgebiet von Kalojan dem bulgarischen Reich einverleibt.
Dobromir Chrysos wird mitunter mit dem bulgarischen Bojaren und Sebastokrator Stres († 1214) identifiziert, der nach dem Tod seines Onkels Kalojan 1207 ebenfalls von Prossek aus als serbischer Vasall das Gebiet zwischen Struma und Vardar kontrollierte. Diese Gleichsetzung wird von der Forschung jedoch überwiegend abgelehnt.